# Давид Яблонски
Давид Яблонски (на чешки: David Jablonský) е чешки футболист, играещ като централен защитник. Роден е на 8 октомври 1991 в Соколов, Чехословакия.

## Клубна кариера

### Ранна кариера
Яблонски започва кариерата си в отбора на ФК Теплице през 2009 година. През следващите няколко сезона преминава под наем в различни отбори в родината си. За Теплице записва 85 мача, в които реализира и седем гола.
През 2016 година Давид преминава в руския Том Томск.
На 7 август 2016 година Яблонски играе за Том при равенството 2-2 срещу гранда Локомотив Москва. Яблонски фаулира Алексей Миранчук от Локомотив в наказателното поле, а сърбинът Петър Шкулетич превръща дузпата в гол..

### Левски София
На 9 януари 2017 година Яблонски преминава в българския гранд Левски София, подписвайки договор за две години и половина.
Изключително прецизен при играта с глава и позиционирането при статични положения пред противниковата врата, той отбелязва 9 попадения през сезон 2017/18 и става голмайстор клуба. Обявен е за най-добрия защитник на Първа лига през 2017 г.